# Bart Vanhoudt
Bart Vanhoudt is een Belgisch radiopresentator bij de radiozender Klara.
Tot 2011 presenteerde hij het programma Mixtuur.
Thans presenteert hij de programma's Late Night Lab, Late Night Shift en Valckenaers & Vanhoudt die door Gerrit Valckenaers worden samengesteld en Late Night World dat door Marc Vandemoortele wordt samengesteld. 